# Quercus vaseyana
Quercus vaseyana Buckley – gatunek rośliny z rodziny bukowatych (Fagaceae Dumort.). Występuje naturalnie w północnym Meksyku (w stanach Chihuahua, Coahuila i Nuevo León) oraz południowych Stanach Zjednoczonych (w Teksasie).

## Morfologia
PokrójZimozielone lub częściowo zimozielone drzewo lub krzew. Dorasta do 10 m wysokości. Kora ma brązową barwę, jest szorstka.
LiścieBlaszka liściowa jest skórzasta i ma lancetowaty kształt. Mierzy 2–6 cm długości oraz 1–2 cm szerokości, jest całobrzega, klapowana lub ząbkowana na brzegu, ma klinową lub zaokrągloną nasadę i ostry wierzchołek. Ogonek liściowy jest nagi i ma 5 mm długości.
OwoceOrzechy zwane żołędziami o kształcie od jajowatego do podługowatego lub niemal obłego, dorastają do 12 mm długości i 12 mm średnicy. Osadzone są pojedynczo w miseczkach w kształcie kubka, które mierzą 3–4 mm długości i 10 mm średnicy. Orzechy otulone są miseczkami w 65% ich długości.

## Biologia i ekologia
Rośnie na łąkach, w zaroślach i kanionach. Występuje na wysokości do 600 m n.p.m.